# 郎岱镇
郎岱镇，是中华人民共和国贵州省六盤水市六枝特区下辖的一个乡镇级行政单位。
2015年3月27日，贵州省人民政府批复同意六枝特区乡镇行政区划调整，新设置的郎岱镇辖原郎岱镇、洒志彝族布依族苗族乡，镇人民政府驻后营村。

## 行政区划
郎岱镇下辖以下地区：
木城社区、石糯尾村、青菜塘村、坝子村、归宗村、后营村、上寨村、头塘村、安乐村、群峰村、驿陇村、花脚村、青龙村、簸箕田村、磨卜村、洒志村、跳花坡村、田坝村、渔塘村、把利村、中寨村和平桥村。